# Arthur Zajonc
Arthur Guy Zajonc (Boston, Massachusetts, 11 de octubre de 1949) es físico y autor de varios libros relacionados con la ciencia, la mente y el espíritu; uno de ellos se basa en conversaciones sobre mecánica cuántica con el Dalái lama. Zajonc ha sido profesor en el Amherst College desde 1978 y secretario general de la Sociedad antroposófica americana. En enero de 2012 llegó a ser presidente del Mind and Life Institute.

## Biografía
Zajonc recibió un B.S. en ingeniería física de la Universidad de Míchigan en 1971. También recibió un M.S. (1973) y un Ph.D. (1976) en física de la misma universidad. De 1976 a 1978 fue investigador asociado en el Joint Institute for Laboratory Astrophysics de la Universidad de Colorado y del Instituto Nacional de Estándares y Tecnología, Boulder, Colorado.
Zajonc fue profesor adjunto de física en el Amherst College en 1978, siendo promovido a profesor asociado en 1984 y a profesor a tiempo completo en 1991. En 2006 llegó a ser profesor del Andrew W. Mellon en Amherst. Se retiró de este puesto en 2011 y ahora es profesor emérito del Andrew W. Mellon en el Amherst College.
De 1981 a 1982 fue profesor asociado visitante de física de la École Normale Supérieure en el Laboratoire de Spectroscopie Hertzienne de París. En 1984 fue investigador visitante de física en el Max Planck Institute for Quantum Optics, Garching (Múnich), Alemania, junto a H. Walther. En 1986 fue científico visitante en el Institute for Quantum Optics de la Universidad de Hanóver en Alemania. En 1991 fue también científico visitante en el departamento de física de la Universidad de Rochester junto a L. Mandel. En 1993 fue profesor Fulbright en la Universidad de Innsbruck, Austria, enseñando e investigando sobre las bases experimentales de la física cuántica.
Zajonc fue presidente del departamento de física del Amherst College en tres citas diferentes: 1987-1989, 1998-2000 y 2005-presente. Fue también académico residente en el Fetzer Institute. Fue director del programa senior de dicho instituto desde 1995 a 1997 y director del programa académico del Center for Contemplative Mind in Society desde 2004 a 2009, desempeñándose como director ejecutivo desde 2009 hasta 2012. En este papel, centró el trabajo de la organización en el desarrollo y aplicación de las prácticas contemplativas en la educación superior.
Zajonc llevó a cabo una serie de conversaciones con el Dalái lama en 1997, que fueron publicadas en 2004 bajo su coordinación científica y edición como Dalai Lama: The New Physics and Cosmology (Dalái lama: la nueva física y cosmología). Fue moderador de las conversaciones de 2003 con el dalái lama en el MIT.

## Otros logros
- Cofundador del Kira Institute.
- Antiguo presidente de la Lindisfarne Association.
- Cofundador del Fetzer Institute.

## Obra
- Zajonc, Arthur (1995). Catching the Light: The Entwined History of Light and Mind. Oxford University Press. ISBN 978-0195095753.[3]
- Greenstein, George; Zajonc, Arthur (2005). The Quantum Challenge: Modern Research on the Foundations of Quantum Mechanics (2nd Edition). Jones and Bartlett. ISBN 978-0763724702. La primera edición de este texto fue publicada en 1997.
- Seamon, David; Zajonc, Arthur, eds. (1998). Goethe's Way of Science. State University of New York. ISBN 978-0791436820.
- Zajonc, Arthur, ed. (2004). Dalai Lama: The New Physics and Cosmology. Oxford University Press. ISBN 978-0195159943. Editado por Zajonc, este libro se basa en una serie de conversaciones sobre mecánica cuántica con el Dalái lama y varios físicos prominentes.
- Harrington, Anne; Zajonc, Arthur, eds. (2008). The Dalai Lama at MIT. Harvard University Press. ISBN 978-0674027336.
- Zajonc, Arthur (2008). Meditation As Contemplative Inquiry: When Knowing Becomes Love. Lindisframe Press. ISBN 978-1584200628.
- Palmer, Parker J.; Zajonc, Arthur; Scribner, Megan (2010). The Heart of Higher Education: A Call to Renewal. Jossey-Bass. ISBN 978-0-470-48790-7. Véase una revisión de Pamela C. Crosby («Review of The Heart of Higher Education By Palmer and Zajonc». Archivado desde el original el 22 de diciembre de 2017. Consultado el 2 de diciembre de 2012.)